# Empfingen
Empfingen es un municipio alemán perteneciente al distrito de Freudenstadt, en el estado federado de Baden-Wurtemberg. Le pertenecen los barrios de Dommelsberg y Wiesenstetten. En total, el municipio tiene unos 3900 habitantes y el territorio municipal comprende 1829 ha. La altitud del municipio —situado en un altiplano del valle del Neckar entre Selva Negra y Jura de Suabia— oscila entre los de 447 y los 540 m s. n. m.

## Puntos de interés
- Lago Täle, un embalse que constituye el centro de una zona recreativa local[3]
- Lago sin Fondo (bodenloser See), lago orbicular de un diámetro de 50 m, monumento natural[4]
- Ruina del castillo de Wehrstein[5]